# Hlinka Gretzky Cup 2019
Hlinka Gretzky Cup 2019 byl mezinárodní turnaj hráčů do 18 let v ledním hokeji, který se konal v České republice v Břeclavi a na Slovensku v Piešťanech od 5. do 10. srpna 2019.

## Stadiony
| Břeclav         | Piešťany     |
| Alcaplast aréna | Easton Aréna |

## Základní skupiny
| Legenda                        |
| ------------------------------ |
| Týmy postupující do semifinále |
| Zápas o 5. místo               |
| Zápas o 7. místo               |

### Skupina A – Břeclav

#### Tabulka
| Tým          | Z | V | VP | PP | P | GV | GI | B |
| ------------ | - | - | -- | -- | - | -- | -- | - |
| 1. Kanada    | 3 | 3 | 0  | 0  | 0 | 21 | 1  | 9 |
| 2. Finsko    | 3 | 2 | 0  | 0  | 1 | 11 | 7  | 6 |
| 3. Česko     | 3 | 0 | 1  | 0  | 2 | 6  | 15 | 2 |
| 4. Švýcarsko | 3 | 0 | 0  | 1  | 2 | 3  | 18 | 1 |

#### Zápasy
| 5. srpna 2019 15:30 | Finsko | 0:6 (0:3, 0:1, 0:2) | Kanada | Alcaplast aréna, Břeclav Návštěvnost: 425 |  |

| Report |

| 5. srpna 2019 19:00 | Česko | 4:3 po s.n. (2:1, 0:2, 1:0 - 0:0) | Švýcarsko | Alcaplast aréna, Břeclav Návštěvnost: 1 548 |  |

| Report |

| 6. srpna 2019 15:30 | Kanada | 8:0 (3:0, 3:0, 2:0) | Švýcarsko | Alcaplast aréna, Břeclav Návštěvnost: 486 |  |

| Report |

| 6. srpna 2019 19:00 | Česko | 1:5 (0:1, 0:4, 1:0) | Finsko | Alcaplast aréna, Břeclav Návštěvnost: 1 911 |  |

| Report |

| 7. srpna 2019 15:30 | Švýcarsko | 0:6 (0:2, 0:3, 0:1) | Finsko | Alcaplast aréna, Břeclav Návštěvnost: 268 |  |

| Report |

| 7. srpna 2019 19:00 | Česko | 1:7 (0:2, 0:2, 1:3) | Kanada | Alcaplast aréna, Břeclav Návštěvnost: 2 128 |  |

| Report |

### Skupina B – Piešťany

#### Tabulka
| Tým          | Z | V | VP | PP | P | GV | GI | B |
| ------------ | - | - | -- | -- | - | -- | -- | - |
| 1. Rusko     | 3 | 2 | 1  | 0  | 0 | 11 | 3  | 8 |
| 2. Švédsko   | 3 | 1 | 1  | 0  | 1 | 8  | 9  | 5 |
| 3. USA       | 3 | 0 | 1  | 1  | 1 | 10 | 14 | 3 |
| 4. Slovensko | 3 | 0 | 0  | 2  | 1 | 6  | 9  | 2 |

#### Zápasy
| 5. srpna 2019 15:30 | Rusko | 6:2 (0:2, 4:0, 2:0) | USA | Easton Aréna, Piešťany Návštěvnost: 260 |  |

| Report |

| 5. srpna 2019 19:00 | Slovensko | 2:3 (1:1, 0:1, 1:1) | Švédsko | Easton Aréna, Piešťany Návštěvnost: 649 |  |

| Report |

| 6. srpna 2019 15:30 | Švédsko | 0:3 (0:0, 0:0, 0:3) | Rusko | Easton Aréna, Piešťany Návštěvnost: 321 |  |

| Report |

| 6. srpna 2019 19:00 | Slovensko | 3:4 po prodl. (1:2, 1:0, 1:1 - 0:1) | USA | Easton Aréna, Piešťany Návštěvnost: 1 212 |  |

| Report |

| 7. srpna 2019 15:30 | USA | 4:5 po s.n. (1:1, 2:0, 1:3 - 0:0) | Švédsko | Easton Aréna, Piešťany Návštěvnost: 348 |  |

| Report |

| 7. srpna 2019 19:00 | Slovensko | 1:2 po prodl. (0:0, 0:1, 1:0 - 0:1) | Rusko | Easton Aréna, Piešťany Návštěvnost: 1 363 |  |

| Report |

## Play off

### Pavouk
|  | Semifinále | Semifinále | Semifinále |  |  | Finále      | Finále      | Finále      |
|  |            |            |            |  |  |             |             |             |
|  | 1B         | Rusko      | 4          |  |  |             |             |             |
|  | 2A         | Finsko     | 1          |  |  |             |             |             |
|  |            |            |            |  |  | 1A          | Kanada      | 2           |
|  |            |            |            |  |  | 1B          | Rusko       | 3           |
|  | 1A         | Kanada     | 3          |  |  |             |             |             |
|  | 2B         | Švédsko    | 2          |  |  | Třetí místo | Třetí místo | Třetí místo |
|  |            |            |            |  |  | 2A          | Finsko      | 1           |
|  |            |            |            |  |  | 2B          | Švédsko     | 5           |

### Zápasy

#### Semifinále
| 9. srpna 2019 19:00 | Rusko | 4:1 (1:1, 0:0, 3:0) | Finsko | Easton Aréna, Piešťany Návštěvnost: 407 |  |

| Report |

| 9. srpna 2019 19:00 | Kanada | 3:2 po s.n. (0:1, 2:1, 0:0 - 0:0) | Švédsko | Alcaplast aréna, Břeclav Návštěvnost: 595 |  |

| Report |

#### O 3. místo
| 10. srpna 2019 17:00 | Finsko | 1:5 (1:1, 0:2, 0:2) | Švédsko | Easton Aréna, Piešťany Návštěvnost: 428 |  |

| Report |

#### Finále
| 10. srpna 2019 17:00 | Kanada | 2:3 (0:1, 1:1, 1:1) | Rusko | Alcaplast aréna, Břeclav Návštěvnost: 834 |  |

| Report |

## O umístění

### Zápasy

#### O 5. místo
| 9. srpna 2019 15:30 | USA | 3:4 po prodl. (0:2, 1:0, 2:1 - 0:1) | Česko | Alcaplast aréna, Břeclav Návštěvnost: 723 |  |

| Report |

#### O 7. místo
| 9. srpna 2019 15:30 | Slovensko | 7:5 (2:2, 3:0, 2:3) | Švýcarsko | Easton Aréna, Piešťany Návštěvnost: 554 |  |

| Report |

## Konečné pořadí
| Pořadí           | Tým       |
| ---------------- | --------- |
| Zlatá medaile    | Rusko     |
| Stříbrná medaile | Kanada    |
| Bronzová medaile | Švédsko   |
| 4.               | Finsko    |
| 5.               | Česko     |
| 6.               | USA       |
| 7.               | Slovensko |
| 8.               | Švýcarsko |